# Öko-Institut
47°58′31″ пн. ш. 7°49′44″ сх. д. / 47.9754024° пн. ш. 7.8289866° сх. д.
Öko-Institut (Інститут прикладної екології) (іноді пишеться як Oeko-Institut) є некомерційним приватним науково-дослідним інститутом з питань довкілля із головним офісом у Фрайбурзі-ім-Брайсгау, Німеччина.
Інститут виник внаслідок антиядерного руху в 1977 році й сьогодні налічує понад 170 співробітників на своїх підприємствах у Фрайбурзі, Дармштадті та Берліні. Інститут організований як асоціація та має на меті сприяння охороні навколишнього середовища та сталому розвитку, що має досягатися, серед іншого, шляхом наукових досліджень, консультацій та освіти громадськості. Асоціація підтримки налічує близько 2000 членів, включаючи майже 20 муніципалітетів. Фінансує свою роботу переважно коштом стороннього фінансування проєктів. Крім того, є членські внески та пожертви. Доходи в 2019 році склали 15,7 млн євро.